# Pobri
Pobri (en italien : Pobri) est une localité de Croatie située dans la municipalité d'Opatija et dans le comitat de Primorje-Gorski Kotar. En 2001, la localité comptait 917 habitants.

## Démographie
| 1948 | 1953 | 1961 | 1971 | 1981 | 1991 | 2001 |
| ---- | ---- | ---- | ---- | ---- | ---- | ---- |
| 320  | 309  | 346  | 484  | 731  | 831  | 917  |